# Kristian Jeremiassen
Kristian Jeremiassen (* 3. Februar 1981) ist ein grönländischer Politiker (Inuit Ataqatigiit).

## Leben
Kristian Jeremiassen ist der Sohn von Martin und Karline Jeremiassen. Mit seiner Frau Juaannannguaq hat er zwei Kinder. Er stammt aus Qasigiannguit und wurde als Büroangestellter ausgebildet.
Kristian Jeremiassen wurde 2001 bereits 20-jährig für die Atassut Mitglied im Rat der Gemeinde Qasigiannguit. Er kandidierte im Jahr darauf bei der Parlamentswahl 2002, wurde aber nicht gewählt. Bei der Kommunalwahl 2005 wurde er wiedergewählt. Bei der Parlamentswahl 2005 erreichte er den ersten Nachrückerplatz der Atassut und gelangte mit 24 Jahren erstmals als Nachrücker ins Inatsisartut, da die Atassut in der Regierung saß. Bei der Kommunalwahl 2008 wurde er in den Rat der neugegründeten Qaasuitsup Kommunia gewählt. Im April 2009 verließ er die Atassut und wechselte zur Siumut, für die er bei der Parlamentswahl 2009 antrat. Auch für seine neue Partei konnte er ins Parlament einziehen. Bei der Parlamentswahl 2013 und der Kommunalwahl 2013 konnte er seine Sitze jeweils verteidigen. Bei der Parlamentswahl 2014 erreichte er nur noch den fünften Nachrückerplatz der Siumut und schied aus dem Inatsisartut aus. Bei der Kommunalwahl 2017 gelang ihm hingegen der Einzug in den Rat der neuen Kommune Qeqertalik. Direkt nach der Wahl verließ er die Siumut und schloss sich der Inuit Ataqatigiit an. Bei der Kommunalwahl 2021 verteidigte er seinen Platz im Kommunalrat. Dazu trat er auch bei der Parlamentswahl 2021 wieder an und zog für die Inuit Ataqatigiit nach sieben Jahren wieder ins Inatsisartut ein. Bei der Parlamentswahl 2025 erreichte er nur den fünften Nachrückerplatz und schied wieder aus dem Inatsisartut aus. Seinen Platz im Kommunalrat konnte er jedoch erneut verteidigen.